# Vincenzo Grifo
Vincenzo Grifo (Pforzheim, 7 aprile 1993) è un calciatore tedesco naturalizzato italiano, centrocampista o attaccante del Friburgo.
È uno dei tre calciatori italiani (gli altri sono Marco Verratti e Wilfried Gnonto) ad aver militato nella nazionale maggiore italiana senza aver mai giocato in Serie A.

## Biografia
Nato a Pforzheim (Germania), possiede la cittadinanza italiana grazie ai genitori: il padre di Naro, provincia di Agrigento, la madre di Lecce.

## Caratteristiche tecniche
È un trequartista che può giocare anche da seconda punta, esterno sinistro d'attacco o mezzala. Dispone di buona visione di gioco ed è un battitore di angoli e punizioni. Di piede destro, è un buon tiratore da fuori area (i suoi tiri sono potenti e pericolosi) ed è bravo a verticalizzare. Ha un buon fisico che gli consente di prevalere sugli avversari nei contrasti. Non è dotato di una buona velocità, pertanto agisce meglio negli spazi stretti e tra le linee.

## Carriera

### Club

#### Gli esordi tra Hoffenheim e prestiti
Grifo cresce calcisticamente nella squadra della sua città natale in cui inizia a giocare all'età di 4 anni, per poi approdare nel luglio 2011 al Karlsruhe, club di 2. Bundesliga.
Nel luglio 2012 passa a parametro zero all'Hoffenheim (che ha battuto la concorrenza della Lazio per acquistarlo), che lo inserisce inizialmente nella rosa della seconda squadra, che disputa la Regionalliga Südwest. Firma un contratto fino al 2014. Il 19 ottobre 2012 esordisce in Bundesliga nella gara Hoffenheim-Greuther Fürth (3-3), rilevando nel secondo tempo Takashi Usami. Pochi giorni dopo rinnova il suo contratto fino al 2016. Nella prima stagione colleziona 12 presenze in Bundesliga (per lo più effettuate subentrando a gara in corso) e 13 presenze, condite da 5 gol, in Regionalliga. Nell'estate 2013 viene inserito in prima squadra e indossa la maglia numero 32. Tuttavia non trova spazio e a gennaio 2014 viene ceduto in prestito alla Dynamo Dresda, collezionando 13 presenze ed un goal contro il FSV Frankfurt.
Nella stagione 2014/15 viene ceduto in prestito proprio al Frankfurt, con i quali mette in mostra il proprio talento, collezionando 33 presenze e 7 goal in campionato.
Il 24 ottobre 2014 realizza una tripletta nel match vinto per 5-2 conto il Greuther Fürth.

#### Friburgo
Il 2 giugno 2015 passa ufficialmente per 1,5 milioni di euro al Friburgo. Nella prima stagione con il Friburgo (dove viene schierato esterno sinistro) mette a segno 14 reti (da segnalare le doppiette contro SV Sandhausen e Greuther Fürth) e ben 15 assist per i compagni e viene promosso in Bundesliga. In massima serie disputa un’ottima stagione, mettendo a segno 6 reti in 30 partite. Il suo primo goal in Bundesliga arriva il primo ottobre 2016 contro l’Eintracht Francoforte (1-0). In Coppa di Germania realizza tre goal in due partite, compresa una doppietta contro lo Sportverein Babelsberg 1903.

#### Borussia Mönchengladbach e ritorno all'Hoffenheim
Il 28 maggio 2017 viene acquistato dal Borussia Mönchengladbach, con cui firma un contratto di quattro anni. Dopo una sola stagione trascorsa con il Borussia, l'11 giugno 2018 fa ritorno all'Hoffenheim. Il 27 novembre 2018 esordisce in Champions League contro lo Shakhtar Donetsk.

#### Ritorno al Friburgo
Grifo rimarrà nel suddetto club fino alla finestra invernale di mercato, nella quale si accaserà temporaneamente al Friburgo. Il 2 settembre 2019, dopo che aveva giocato una gara con l'Hoffenheim, viene ufficializzato l'acquisto a titolo definitivo del giocatore da parte del Friburgo stesso.
Il 26 settembre 2021 realizza su rigore la rete finale della vittoria per 3-0 della sua squadra in campionato contro l'Augusta: in questo modo, l'italiano resta nella storia come l'ultimo giocatore ad aver segnato allo Schwarzwald-Stadion, stadio del Friburgo fin dal 1954 e sostituito dall'Europa-Park Stadion a partire dal successivo incontro in casa.
Nell'agosto del 2022 riceve il premio Fair Play dalla Bundesliga come giocatore più leale della stagione 2021-2022.
Il 22 ottobre 2022, mettendo a segno la rete del definitivo 2-0 contro il Werder Brema, diventa il calciatore italiano ad aver realizzato il maggior numero di reti in Bundesliga, record fino a quel momento appartenuto a Luca Toni.

### Nazionale

#### Nazionali giovanili
Il 6 settembre 2013 Grifo esordisce con la maglia azzurra della rappresentativa nazionale italiana Under-20 (guidata da Alberico Evani) e va anche a segno con un gol nell'amichevole disputata contro la Svizzera e pareggiata 3-3. Il 3 ottobre 2013 ottiene la prima convocazione in Under-21 da parte del commissario tecnico Luigi Di Biagio per la partita di qualificazione agli Europei 2015 del 14 ottobre contro il Belgio.

#### Nazionale maggiore
Il 9 novembre 2018 viene convocato per la prima volta in nazionale maggiore per la partita di Nations League contro il Portogallo e l’amichevole contro gli Stati Uniti. In quest'ultima occasione fa il suo esordio con gli Azzurri, subentrando nel secondo tempo e indossando la maglia numero 10. Per le gare successive della nazionale, nonostante non venga sempre impiegato, viene costantemente chiamato dal c.t. Roberto Mancini. L'11 novembre 2020 realizza i suoi primi due gol con la maglia azzurra, siglando il momentaneo 1-0 e successivamente il 3-0 su rigore nell'amichevole contro l'Estonia terminata 4-0. Verrà poi escluso dalla lista dei convocati definitivi per l’Europeo del 2021, vinto dall'Italia stessa.
Ritornato nel giro azzurro durante la seconda metà del 2022, il 16 novembre dello stesso anno Grifo segna la sua seconda doppietta per l'Italia, realizzando anche un assist per Giovanni Di Lorenzo, nella vittoria per 3-1 in amichevole contro l'Albania.
Grifo, insieme a Marco Verratti e Wilfried Gnonto, è uno dei tre calciatori ad aver giocato nella nazionale maggiore senza aver mai esordito in Serie A, ma fra questi è l'unico a non aver mai giocato in Italia a livello professionistico o giovanile.

## Statistiche

### Presenze e reti nei club
Statistiche aggiornate al 17 maggio 2025.
| Stagione             | Squadra              | Campionato           | Campionato | Campionato | Coppe nazionali | Coppe nazionali | Coppe nazionali | Coppe continentali | Coppe continentali | Coppe continentali | Altre coppe | Altre coppe | Altre coppe | Totale | Totale |
| Stagione             | Squadra              | Comp                 | Pres       | Reti       | Comp            | Pres            | Reti            | Comp               | Pres               | Reti               | Comp        | Pres        | Reti        | Pres   | Reti   |
| -------------------- | -------------------- | -------------------- | ---------- | ---------- | --------------- | --------------- | --------------- | ------------------ | ------------------ | ------------------ | ----------- | ----------- | ----------- | ------ | ------ |
| 2012-2013            | Hoffenheim II        | RLS                  | 13         | 5          | -               | -               | -               | -                  | -                  | -                  | -           | -           | -           | 13     | 5      |
| 2013-gen. 2014       | Hoffenheim II        | RLS                  | 8          | 4          | -               | -               | -               | -                  | -                  | -                  | -           | -           | -           | 8      | 4      |
| Totale Hoffenheim II | Totale Hoffenheim II | Totale Hoffenheim II | 21         | 9          |                 | -               | -               |                    | -                  | -                  |             | -           | -           | 21     | 9      |
| 2012-2013            | Hoffenheim           | BL                   | 12         | 0          | CG              | 0               | 0               | -                  | -                  | -                  | -           | -           | -           | 12     | 0      |
| 2013-gen. 2014       | Hoffenheim           | BL                   | 0          | 0          | CG              | 0               | 0               | -                  | -                  | -                  | -           | -           | -           | 0      | 0      |
| gen.-giu. 2014       | Dinamo Dresda        | 2L                   | 13         | 1          | CG              | -               | -               | -                  | -                  | -                  | -           | -           | -           | 13     | 1      |
| 2014-2015            | FSV Francoforte      | 2L                   | 33         | 7          | CG              | 2               | 0               | -                  | -                  | -                  | -           | -           | -           | 35     | 7      |
| 2015-2016            | Friburgo             | 2L                   | 31         | 14         | CG              | 1               | 0               | -                  | -                  | -                  | -           | -           | -           | 32     | 14     |
| 2016-2017            | Friburgo             | BL                   | 30         | 6          | CG              | 2               | 3               | -                  | -                  | -                  | -           | -           | -           | 32     | 9      |
| 2017-2018            | Borussia M'gladbach  | BL                   | 17         | 0          | CG              | 1               | 0               | -                  | -                  | -                  | -           | -           | -           | 18     | 0      |
| 2018-gen. 2019       | Hoffenheim           | BL                   | 7          | 1          | CG              | 2               | 0               | UCL                | 1                  | 0                  | -           | -           | -           | 10     | 1      |
| gen.-giu. 2019       | Friburgo             | BL                   | 16         | 6          | CG              | -               | -               | -                  | -                  | -                  | -           | -           | -           | 16     | 6      |
| lug.-set. 2019       | Hoffenheim           | BL                   | 1          | 0          | CG              | 1               | 0               | -                  | -                  | -                  | -           | -           | -           | 2      | 0      |
| Totale Hoffenheim    | Totale Hoffenheim    | Totale Hoffenheim    | 20         | 1          |                 | 3               | 0               |                    | 1                  | 0                  |             | -           | -           | 24     | 1      |
| set. 2019-2020       | Friburgo             | BL                   | 26         | 4          | CG              | 1               | 0               | -                  | -                  | -                  | -           | -           | -           | 27     | 4      |
| 2020-2021            | Friburgo             | BL                   | 31         | 9          | CG              | 2               | 0               | -                  | -                  | -                  | -           | -           | -           | 33     | 9      |
| 2021-2022            | Friburgo             | BL                   | 34         | 9          | CG              | 6               | 4               | -                  | -                  | -                  | -           | -           | -           | 40     | 13     |
| 2022-2023            | Friburgo             | BL                   | 33         | 15         | CG              | 5               | 0               | UEL                | 8                  | 2                  | -           | -           | -           | 46     | 17     |
| 2023-2024            | Friburgo             | BL                   | 32         | 8          | CG              | 2               | 0               | UEL                | 10                 | 4                  | -           | -           | -           | 44     | 12     |
| 2024-2025            | Friburgo             | BL                   | 34         | 8          | CG              | 3               | 2               | -                  | -                  | -                  | -           | -           | -           | 37     | 10     |
| Totale Friburgo      | Totale Friburgo      | Totale Friburgo      | 267        | 79         |                 | 22              | 9               |                    | 18                 | 6                  |             | -           | -           | 307    | 94     |
| Totale carriera      | Totale carriera      | Totale carriera      | 371        | 97         |                 | 29              | 9               |                    | 19                 | 6                  |             | -           | -           | 419    | 112    |

### Cronologia presenze e reti in nazionale
| Cronologia completa delle presenze e delle reti in nazionale ― Italia | Cronologia completa delle presenze e delle reti in nazionale ― Italia | Cronologia completa delle presenze e delle reti in nazionale ― Italia | Cronologia completa delle presenze e delle reti in nazionale ― Italia | Cronologia completa delle presenze e delle reti in nazionale ― Italia | Cronologia completa delle presenze e delle reti in nazionale ― Italia | Cronologia completa delle presenze e delle reti in nazionale ― Italia | Cronologia completa delle presenze e delle reti in nazionale ― Italia |
| Data                                                                  | Città                                                                 | In casa                                                               | Risultato                                                             | Ospiti                                                                | Competizione                                                          | Reti                                                                  | Note                                                                  |
| --------------------------------------------------------------------- | --------------------------------------------------------------------- | --------------------------------------------------------------------- | --------------------------------------------------------------------- | --------------------------------------------------------------------- | --------------------------------------------------------------------- | --------------------------------------------------------------------- | --------------------------------------------------------------------- |
| 20-11-2018                                                            | Genk                                                                  | Italia                                                                | 1 – 0                                                                 | Stati Uniti                                                           | Amichevole                                                            | -                                                                     | 46’                                                                   |
| 15-10-2019                                                            | Vaduz                                                                 | Liechtenstein                                                         | 0 – 5                                                                 | Italia                                                                | Qual. Euro 2020                                                       | -                                                                     |                                                                       |
| 7-10-2020                                                             | Firenze                                                               | Italia                                                                | 6 – 0                                                                 | Moldavia                                                              | Amichevole                                                            | -                                                                     | 67’                                                                   |
| 11-11-2020                                                            | Firenze                                                               | Italia                                                                | 4 – 0                                                                 | Estonia                                                               | Amichevole                                                            | 2                                                                     | 80’                                                                   |
| 25-3-2021                                                             | Parma                                                                 | Italia                                                                | 2 – 0                                                                 | Irlanda del Nord                                                      | Qual. Mondiali 2022                                                   | -                                                                     | 84’                                                                   |
| 28-5-2021                                                             | Cagliari                                                              | Italia                                                                | 7 – 0                                                                 | San Marino                                                            | Amichevole                                                            | -                                                                     | 63’                                                                   |
| 16-11-2022                                                            | Tirana                                                                | Albania                                                               | 1 – 3                                                                 | Italia                                                                | Amichevole                                                            | 2                                                                     | 77’                                                                   |
| 20-11-2022                                                            | Vienna                                                                | Austria                                                               | 2 – 0                                                                 | Italia                                                                | Amichevole                                                            | -                                                                     | 46’                                                                   |
| 26-3-2023                                                             | Ta' Qali                                                              | Malta                                                                 | 0 – 2                                                                 | Italia                                                                | Qual. Euro 2024                                                       | -                                                                     | 21’                                                                   |
| Totale                                                                |                                                                       | Presenze                                                              | 9                                                                     |                                                                       | Reti                                                                  | 4                                                                     |                                                                       |

### Record
- Calciatore italiano ad aver segnato il maggior numero di reti in Bundesliga (66)[24]

## Palmarès

### Club
- Campionato tedesco di seconda divisione: 1

Friburgo: 2015-2016